# فجولنیر (زبان برنامه‌نویسی)
فجولنیر (انگلیسی: Fjölnir) ( همچنین  Fjolnir یا  Fjoelnir ) توسط آقای Snorri Agnarsson  استاد رشته علوم رایانه در دانشگاه ایسلند در دهه ۱۹۸۰ طراحی شده است. فایل های نوشته شده با این زبان معمولاً پسوند fjo  یا sma  دارند.
فجولنیر بر مبنای نمایش برنامه ها به صورت درخت‌ها طراحی شده است و پکیج ها   با تعویض بر روی درخت‌ها از عملگر های جبری استفاده می کنند.
برای نمونه در مثال پایین در کلمه (( HELLO WORLD  )) عبارت ((GRUNNUR ))  یک پکیج است که بلوک بین براکت پکیج است و همچنین * یک عملگر است که نام های پکیج را با عناصر دیگر جایگزین می کند.
در این نمونه skrifastreng (که یک رشته را به صورت خروجی استاندارد تحویل می دهد ) از "GRUNNUR" وارد شده است.

## مثال
```
;; Hello world in Fjölnir

"hello" <main
{
    stofn
    main ->
    stef(;)
        skrifastreng(;"Hello, world!"),
    stofnlok
}
*"GRUNNUR"
;

```

## پیوندهای بیرون
- Fjölnir package (DOS, works in older versions of Windows)
- PDF about Fjölnir (In Icelandic)
- 99 Bottles of Beer in Fjölnir
- The original source for both Fjölnir 1 and Fjölnir 2; coded in Fjölnir itself.